# سیارک ۱۰۵۲۶
سیارک ۱۰۵۲۶ (به انگلیسی: 10526 Ginkogino، نامگذاری:1990UK1) ده هزار و پانصد و بیست و ششمین سیارک کشف شده‌است که در ۱۹ اکتبر ۱۹۹۰ کشف شد.
قدر مطلق سیارک برابر ۱۶٫۲ است.